# Municipio de Paxton (Kansas)
El municipio de Paxton (en inglés: Paxton Township) es un municipio ubicado en el condado de Logan en el estado estadounidense de Kansas. En el año 2010 tenía una población de 28 habitantes y una densidad poblacional de 0,15 personas por km².

## Geografía
El municipio de Paxton se encuentra ubicado en las coordenadas 38°44′39″N 101°9′3″O / 38.74417, -101.15083. Según la Oficina del Censo de los Estados Unidos, el municipio tiene una superficie total de 185.83 km², de la cual 185,83 km² corresponden a tierra firme y (0 %) 0 km² es agua.

## Demografía
Según el censo de 2010, había 28 personas residiendo en el municipio de Paxton. La densidad de población era de 0,15 hab./km². De los 28 habitantes, el municipio de Paxton estaba compuesto por el 96,43 % blancos, el 3,57 % eran de otras razas. Del total de la población el 3,57 % eran hispanos o latinos de cualquier raza.